# Canis lepophagus
Canis lepophagus (от лат. lepus — «заяц» и phagus — «пожирать») — вид семейства псовых. Наиболее ближайший предок современных волков.
Иногда также именуется Койтом Джонсона.

## Происхождение
Возник между 10,8 и 10,3 млн лет назад, в раннем плиоцене. Обитал в Северной Америке.
Около 2,5 миллионов лет назад отделился его потомок — современный койот.
Окончательно вымер около 1,8 млн лет назад.

## Строение
Судя по ископаемым остаткам, Canis lepophagus был весьма похож на своего современного потомка, но отличался большими размерами и чуть более массивным черепом. Согласно реконструкциям палеонтологов, средняя масса Canis lepophagus должна была составлять около 35—40 кг, в то время как масса современных койотов — от 9 до 21 кг.